# 横山住雄
横山 住雄（よこやま すみお、1945年1月 - 2021年3月11日）は、日本の郷土史家。

## 略歴
昭和20年（1945年）、岐阜県稲葉郡鵜沼町生まれ。学歴不詳。犬山市役所退職後、行政書士事務所を開設。業務の傍ら、濃尾地方の中世地方史並びに禅宗史を研究。周辺地域に残された多くの歴史・宗教史の基礎史料を丹念に猟集し執筆した。花園大学国際禅学研究所客員研究員。濃尾歴史文化研究所主宰。令和3年（2021年）死去 。

## 著書
- 『犬山城史 新編』私家版、1968年
- 『犬山市の金石文』石黒印刷、1970年
- 『尾張と美濃のキリシタン』中日出版社、1979年
- 『間々観音小史』間々観音、1982年
- 『犬山大泉寺史』大泉寺、1985年
- 『国宝犬山城図録』教育出版文化協会、1987年
- 『岐阜城』美濃文化財研究会、1990年
- 『中仙道鵜沼宿図録』教育出版文化協会、1992年
- 『美濃の土岐・斎藤氏 利永・妙椿と一族』教育出版文化協会、1992年
- 『織田信長の系譜 信秀の生涯を追って』教育出版文化協会、1993年
- 『斎藤道三』濃尾歴史研究所、1994年
- 『岐阜県の石仏石塔』濃尾歴史研究所、1996年
- 『瑞泉寺史』青龍山瑞泉寺、2009年
- 『武田信玄と快川和尚』戎光祥出版、2011年
- 『織田信長の尾張時代』戎光祥出版、2012年
- 『斎藤道三と義龍・龍興 戦国美濃の下克上』戎光祥出版、2015年
- 『斎藤妙椿・妙純 戦国下克上の黎明』戎光祥出版、2023年
- 『美濃土岐氏 平安から戦国を駆け抜けた本宗家の戦い』戎光祥出版、2024年

## 共著
- 『尾張雲興寺史』雲興寺、1982年
- 『写真集明治大正昭和犬山 ふるさとの想い出275』宮川芳照共編　国書刊行会、1983年
- 『各務原の歴史散歩 鵜沼石工と石亀神社』佐藤重造共著　石亀神社、1986年
- 『美濃大安寺史』林成道、林康丞共著　大安寺、1996年